# Schwindratzheim
Schwindratzheim ist eine französische Gemeinde mit 1759 Einwohnern (Stand 1. Januar 2021) im Département Bas-Rhin in der Region Grand Est (bis 2015 Elsass). Sie gehört zum Arrondissement Saverne.

## Geschichte

### Mittelalter
Schwindratzheim wird erstmals in einem Besitzverzeichnis des Klosters Weißenburg/Wissembourg genannt, das für 736/737  in Svinderadovilla zwei Schenkungen verzeichnet (TradWiz 035 + 162). 753 bekam auch das Kloster Schwarzach hier Besitz mit einer Kirche (cum basilica), und 884 bestätigte Kaiser Karl III. auch dem Kloster Honau Besitz im Ort (Regnum Francorum online RegAls 185 + D_Karl 101). 1152 entschied König Friedrich I. in einem Streit, den 753 erworbenen Schwarzacher Hof dem Abt des Klosters Schwarzach zurückzugeben (RegImp RIplus URH 1, 314). Schon vor 1289 kam Schwarzach zur Herrschaft Lichtenberg und war ein Reichslehen. Schwindratzheim bildete zugleich eine eigene Büttelei. Eine „Büttelei“ war die Untergliederung eines Amtes. Um 1330 kam es zu einer ersten Landesteilung zwischen Johann II. von Lichtenberg, aus der älteren Linie des Hauses, und Ludwig III. von Lichtenberg. Dabei fiel die Büttelei Schwindratzheim in den Teil des Besitzes, der künftig von der älteren Linie verwaltet wurde, das Dorf dagegen erhielt die jüngere Linie. Diese Landesteilung war auch Anlass für eine neue interne Organisation der Herrschaft Lichtenberg: Die Ämter Ingweiler und Buchsweiler wurden neu organisiert, dabei unter anderem das Amt Pfaffenhofen, zu dem auch Schwindratzheim gehörte, ausgegliedert und verselbständigt.
Anna von Lichtenberg (* 1442; † 1474), eine der beiden Erbtöchter Ludwigs V. von Lichtenberg (* 1417; † 1474) heiratete 1458 den Grafen Philipp I. den Älteren von Hanau-Babenhausen (* 1417; † 1480), der eine kleine Sekundogenitur aus dem Bestand der Grafschaft Hanau erhalten hatte, um heiraten zu können. Durch die Heirat entstand die Grafschaft Hanau-Lichtenberg. Nach dem Tod des letzten Lichtenbergers, Jakob von Lichtenberg, eines Onkels von Anna, erhielt Philipp I. d. Ä. 1480 die Hälfte der Herrschaft Lichtenberg. Zu dieser Hälfte gehörte auch das Amt Pfaffenhofen mit Schwindratzheim.

### Neuzeit
Graf Philipp IV. von Hanau-Lichtenberg (1514–1590) führte nach seinem Regierungsantritt 1538 die Reformation in seiner Grafschaft konsequent durch, die nun lutherisch wurde.
Durch die Reunionspolitik Frankreichs fielen 1680 erhebliche der im Elsass gelegenen Teile der Grafschaft Hanau-Lichtenberg unter die Oberhoheit Frankreichs. Dazu zählte auch das Amt Pfaffenhofen.
1736 starb mit Graf Johann Reinhard III. der letzte männliche Vertreter des Hauses Hanau. Aufgrund der Ehe seiner einzigen Tochter, Charlotte (* 1700; † 1726), mit dem Erbprinzen Ludwig (VIII.) (* 1691; † 1768) von Hessen-Darmstadt fiel die Grafschaft Hanau-Lichtenberg nach dort. Die lutherische Kirche Peter und Paul von 1740 wurde 1904 durch einen Neubau ersetzt.
Im Zuge der Französischen Revolution fiel dann der linksrheinische Teil der Grafschaft Hanau-Lichtenberg – und damit auch das Amt Pfaffenhofen und Schwindratzheim – an Frankreich. Von 1871 bis zur deutschen Niederlage im Ersten Weltkrieg 1918 kam es mit Elsaß-Lothringen zum Deutschen Kaiserreich.
Von August bis Oktober 1944 befand sich in Schwindratzheim ein Außenkommando des KZ Natzweiler-Struthof. Etwa 600 Häftlinge leisteten für die geplante Evakuierung der Junkerswerke aus Straßburg Zwangsarbeit bei der Herstellung von Wegen in einem ehemaligen Gipsbruch. Angesichts des Vormarschs der Alliierten wurde das Lager bereits im Oktober 1944 geräumt und nach Neckargartach verlegt.
Am 1. Januar 2015 wechselte die Gemeinde vom Arrondissement Strasbourg-Campagne zum Arrondissement Saverne.

### Bevölkerungsentwicklung
| Jahr      | 1798 | 1962 | 1968 | 1975 | 1982 | 1990 | 1999 | 2006 | 2012 | 2014 |
| Einwohner | 601  | 1160 | 1281 | 1367 | 1511 | 1550 | 1670 | 1619 | 1574 | 1592 |